# Peter Jabornegg
Peter Jabornegg (* 1. August 1948 in Wels, Oberösterreich) ist ein österreichischer Jurist und war Professor für Arbeits- und Sozialrecht, Unternehmensrecht und Bürgerliches Recht an der Johannes Kepler Universität (JKU) Linz. Er leitete bis zu seiner Emeritierung das Institut für Arbeitsrecht und Sozialrecht.

## Leben
Nach Ablegung der Matura 1966, studierte Peter Jabornegg Rechtswissenschaften an der damaligen Hochschule für Sozial- und Wirtschaftswissenschaften in Linz. 1971 promovierte er, zehn Jahre später habilitierte er sich für die Fachgebiete Bürgerliches Recht und Arbeitsrecht an der Rechtswissenschaftlichen Fakultät der JKU.
Nachdem er als Universitätsassistent am Institut für Arbeitsrecht und Sozialrecht an der JKU tätig gewesen war, wurde er 1982 zum o.Univ.Prof. für Handels- und Wertpapierrecht ernannt und leitete das Institut für Handels- und Wertpapierrecht an der JKU. Von 1993 bis 2014 war er ordentlicher Universitätsprofessor für Privatrecht, Arbeitsrecht und Sozialrecht und leitet das Institut für Arbeitsrecht und Sozialrecht. Von 2000 bis 2003 war er Mitglied des Senats der JKU, seit 2001 ist er Vizepräsident der Österreichischen Gesellschaft für Arbeitsrecht und Sozialrecht.

## Arbeits- und Forschungsschwerpunkte
- Arbeitsverfassungsrecht (Kollektives Arbeitsrecht)
- Unternehmensrecht
- Absatzmittlerrecht einschließlich Versicherungsvermittlerrecht
- Privatversicherungsrecht

## Preise
- Kulturpreis des Landes Oberösterreich 2004